# فلكون
فلكون (بالإنجليزية: Phalcon)‏ هو إطار عمل مبني على إم في سي (بالإنجليزية: MVC)‏ خاص ببرمجة مواقع الويب.
أصدر لأول مرة سنة 2012 و هو مجاني الاستعمال تحت رخصة بي أس دي. على عكس أغلب أطر العمل الخاصة بي إتش بي تم تطوير فلكون كإضافة مكتوبة بلغة سي (لغة برمجة) من أجل أداء أسرع، هذا النهج يحسن سرعة التنفيذ مع تقليل استهلاك الموارد وتهدف إلى السماح بإدارة عدد أكبر من الطلبات في الثانية مقارنة بالأطر المماثلة المكتوبة بلغة PHP

## نشأته
تم تطوير فلكون من طرف أندرييس قوتيريز الذي كان يبحث على نهج جديد لأطر العمل التي تعمل على بي إتش بي
فلكون هو اسم تم إشتقاقه من الكلمتين PHP و Falcon التي تعني بالإنجليزية الصقر